# Genista cinerea
Genista cinerea är en ärtväxtart som först beskrevs av Dominique Villars, och fick sitt nu gällande namn av Dc. Genista cinerea ingår i släktet ginster, och familjen ärtväxter.
Blomman är gul.

## Underarter
Arten delas in i följande underarter:
- G. c. ausetana
- G. c. cinerea
- G. c. murcica
- G. c. speciosa

## Bildgalleri

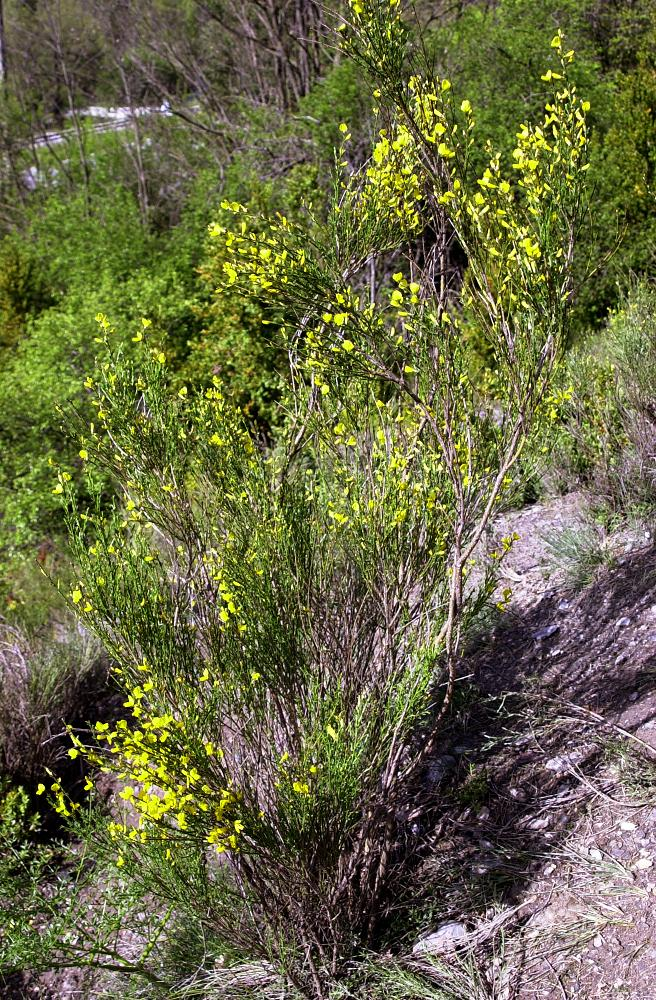
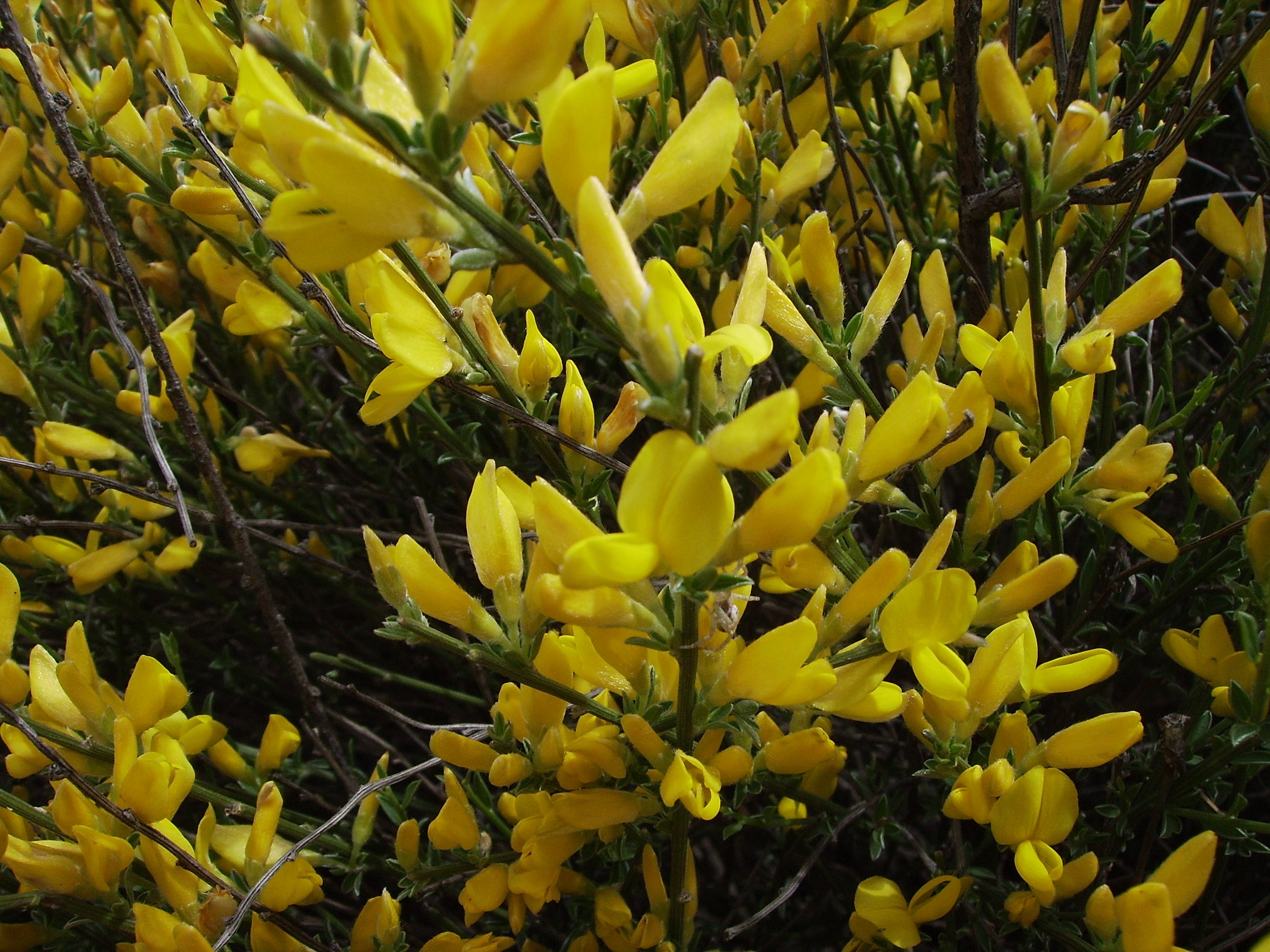